# 김선우 (1977년)
김선우(金善宇, 1977년 9월 4일~)는 전직 KBO 리그 LG 트윈스의 투수이자, 현재 MBC 스포츠플러스의 야구 해설위원이다. 본관은 '광산'이다. 그의 이종 사촌은 대한민국의 가수, 배우인 준호이다.
고려대학교 재학 중 미국에 진출해 보스턴 레드삭스에서 MLB 활동을 시작했다. 그 후 몬트리올 엑스포스, 콜로라도 로키스, 샌프란시스코 자이언츠에서 활동했다. 2007년 시즌 후 귀국해 두산 베어스와 총액 15억원(연봉 4억원)에 1년 계약을 함으로써 KBO 리그에서 활동했다. 1996년 애틀랜타 올림픽, 1997년 아시아 야구 선수권 대회, 2006년 WBC에서 국가대표로 발탁됐다. 메이저 리그 시절 '써니(Sunny)'라고 불렸다.

## 선수 시절

### 미국 프로야구 시절
1995년에 휘문고를 청룡기 우승으로 이끌며 격이 다른 초 고교급 투수로 각광받았다. 1996년에 OB의 고졸우선지명을 받았으나 고려대 경영학과에 입학했다. 고려대 경영학과 1학년 때 참가한 애틀랜타 올림픽 일본전에서 1이닝 6실점(4자책)으로 부진했다. 하지만 애틀랜타 올림픽의 부진을 딛고 1997년 아시아 야구 선수권 대회에서 대한민국 국가대표팀의 우승을 차지하는 데 크게 기여했다. 고려대 경영학과를 중퇴한 뒤1997년 11월 21일에 계약금 130만 달러를 받고 보스턴 레드삭스와 입단 계약을 체결했는데 130만 달러는 당시 1라운드 중하위권~2라운드 선수 수준의 금액이었으며 이에 앞서 보스턴 이덕준 재미 한국인 스카우터가 백차승 스카우트 교섭에 나섰으나 백차승이 다녔던 부산고 측의 거절로 무산됐다. 베이스볼 아메리카가 발표한 2000년 MLB 유망주 TOP 100에서 94위를 차지했다. 이는 2007년 내셔널 리그 MVP를 차지했던 지미 롤린스보다 한 단계 높은 순위였다.
1998년 상위 싱글A, 1999년 더블A, 2000년 트리플A에서 활동한 뒤 2001년에 MLB에 데뷔한 그는 2002년 시즌 중 몬트리올 엑스포스에 트레이드됐다. 당시 트레이드 상대는 전년도에 3할-30홈런-세 자릿수 타점을 기록했던 강타자 클리프 플로이드였는데 보스턴은 균형을 맞추기 위해 그와 함께 우완 유망주 마이너 리거였던 송승준을 보냈다. 몬트리올에서 뚜렷한 성적을 올리지 못한 그는 몬트리올 엑스포스가 2005년 워싱턴으로 연고지를 이전하면서 바뀐 팀 워싱턴 내셔널스에서 그 해 8월 5일에 지명 할당됐고, 콜로라도 로키스로 이적했다. 2005년 9월 24일 샌프란시스코 자이언츠와의 경기에 선발 등판해 배리 본즈, 모이세스 알루, 오마 비즈켈 등이 포진한 샌프란시스코 타선을 3안타 1볼넷으로 꽁꽁 묶으며 '투수들의 무덤'이라 불리던 쿠어스 필드에서 완봉승을 기록했다. 2006년 WBC 국가대표팀에 합류해 병역 문제를 해결했으나 그 후유증으로 다시 부진에 빠진 그는 그 해 9월 5일 신시내티 레즈에 트레이드됐고, 시즌 후 방출됐다. 2007년 1월 4일 샌프란시스코 자이언츠와 마이너 계약을 맺고 재기를 노렸으나 더 이상 MLB에서 활동하지 못했다. 결국 그는 2008년 1월에 처음에 지명됐던 두산 베어스와 계약금 9억원, 연봉 4억원, 인센티브 2억원 등 총액 15억원에 계약을 맺고 미국 생활을 전격 청산한 후 국내로 복귀했다. MLB에서 118경기에 등판해 13승을 기록했다. 비록 13승을 기록하는데 그쳤지만 컨디션이 좋은 날에는 153km/h에 육박하는 포심 패스트볼과 역회전 무브먼트가 좋은 투심 패스트볼, 날카로운 슬라이더는 MLB에서도 충분히 상대를 제압할 수 있는 무기로 평가받았다.

### 한국 프로야구 시절

#### 두산 베어스시절
지명권이 있었던 그를 영입하며 에이스 역할을 기대했으나 직구 위주의 단순한 투구 패턴이 상대 타자들에게 쉽게 읽혔고, 직구가 149km/h를 넘었음에도 불구하고 계속 안타를 허용했다. 또 고질적인 무릎 부상을 안고 투구를 했기 때문에 시즌 중 계속 통증에 시달렸다. 베이징 올림픽 예선 당시 국가대표로 출전했으나 이후 부진으로 본선 대표팀에서 탈락했다. 시즌 6승 7패, 4점대 평균자책점을 기록했다.
2008년 한국시리즈 때 투심 패스트볼이 살아났고, 포크볼을 던지며 나아진 모습을 보였다. 당시 야구 해설위원이었던 허구연은 "팀 전력에 그가 2008년 한국시리즈에서의 모습을 보일 수 있다면 2009년 다승왕을 차지할 수도 있다"고 예측했다. 2009년에 11승 10패, 5점대 평균자책점을 기록했다. 시즌 후 그는 한국 타자들의 실력이 급상승하고 있다고 언급했다. 2010년부터 팀의 선발 투수로 정착해 선발의 한 축으로 자리매김했다. 2011년에 16승 7패를 기록하며 다승 2위, 평균자책점 3위를 기록했고 데뷔 이후 가장 많은 이닝을 소화하며 전 구단 상대 승을 기록했다. 2011년 6월 3일 삼성전에서는 데뷔 첫 세이브를 기록했다.
하지만 2011년 이후 계속 부진에 빠진 그는 무릎과 종아리 부상이 겹쳤다. 2013년 한국시리즈가 끝난 후 구단에서 코치직을 제안했으나 이를 거절하고 2013년 11월 25일 합의 하에 방출을 요청해 팀을 떠났다. 이후 SK 와이번스, 한화 이글스 등에서 그를 눈여겨보고 있었으나 서울 연고 팀에서 계속 활동하고 싶어했고, 어린 시절부터 LG 트윈스에서 활동하고 싶었던 그는 가족과 상의 후 2013년보다 3억 5,000만원이 삭감된 1억 5,000만원에 연봉 계약을 맺고 이적했다.

#### LG 트윈스시절
친정 팀인 두산 베어스의 개막전에 선발 등판했으나 패전 투수가 됐고 2군에서 보내는 시간이 늘어났다. 2014년 6경기에 등판해 1패, 14점대 평균자책점 기록했고, 그 해 11월 17일에 은퇴를 선언하였다.

## 야구선수 은퇴 후
그의 MLB 경력을 눈여겨 본 MBC 스포츠플러스에서 그를 야구 해설위원으로 영입했다. MBC 스포츠플러스가 MLB 중계권을 SPOTV에 넘긴 후에도 잔류하여 해설가로 활동 중이다.

## 출신 학교
- 서울내발산초등학교
- 서울 신월중학교
- 휘문고등학교
- 고려대학교 중퇴

## 통산 기록
| 연 도          | 소 속          | 나 이          | 승 리 | 패 전 | 승 률 | 평 자 책 | 출 장 | 선 발 | 완 투 | 완 봉 | 세 이 브 | 홀 드 | 이 닝 | 피 안 타 | 피 홈 런 | 볼 넷 | 고 4 | 탈 삼 진 | 몸 맞 | 보 크 | 폭 투 | 실 점 | 자 책 | 타 자 수 | W H I P |
| -------------- | -------------- | -------------- | ----- | ----- | ----- | -------- | ----- | ----- | ----- | ----- | -------- | ----- | ----- | -------- | -------- | ----- | ---- | -------- | ----- | ----- | ----- | ----- | ----- | -------- | ------- |
| 2001           | BOS            | 24             | 0     | 2     | .000  | 5.83     | 20    | 2     | 0     | 0     | 0        | 1     | 41.2  | 54       | 1        | 21    | 5    | 27       | 4     | 0     | 5     | 27    | 27    | 201      | 1.80    |
| 2002           | BOS            | 25             | 2     | 0     | 1.000 | 7.45     | 15    | 2     | 0     | 0     | 0        | 2     | 29.0  | 34       | 5        | 7     | 0    | 18       | 1     | 0     | 2     | 24    | 24    | 128      | 1.41    |
| 2002           | MON            | 25             | 1     | 0     | 1.000 | 0.89     | 4     | 3     | 0     | 0     | 0        | 0     | 20.1  | 18       | 0        | 7     | 2    | 11       | 1     | 0     | 0     | 2     | 2     | 80       | 1.23    |
| 02합           | MON            | 25             | 3     | 0     | 1.000 | 4.74     | 19    | 5     | 0     | 0     | 0        | 2     | 49.1  | 52       | 5        | 14    | 2    | 29       | 2     | 0     | 2     | 26    | 26    | 208      | 1.34    |
| 2003           | MON            | 26             | 0     | 1     | .000  | 8.36     | 4     | 3     | 0     | 0     | 0        | 0     | 14.0  | 24       | 6        | 8     | 0    | 5        | 4     | 0     | 0     | 13    | 13    | 72       | 2.29    |
| 2004           | MON            | 27             | 4     | 6     | .400  | 4.58     | 43    | 17    | 0     | 0     | 0        | 2     | 135.2 | 145      | 17       | 55    | 11   | 87       | 13    | 0     | 6     | 80    | 69    | 603      | 1.47    |
| 2005           | WSN            | 28             | 1     | 2     | .333  | 6.14     | 12    | 2     | 0     | 0     | 0        | 0     | 29.1  | 41       | 3        | 8     | 2    | 17       | 2     | 0     | 1     | 20    | 20    | 135      | 1.67    |
| 2005           | COL            | 28             | 5     | 1     | .833  | 4.22     | 12    | 8     | 1     | 1     | 0        | 0     | 53.1  | 56       | 7        | 13    | 0    | 38       | 1     | 0     | 3     | 26    | 25    | 228      | 1.29    |
| 05합           | COL            | 28             | 6     | 3     | .667  | 4.90     | 24    | 10    | 1     | 1     | 0        | 0     | 82.2  | 97       | 10       | 21    | 2    | 55       | 3     | 0     | 4     | 46    | 45    | 363      | 1.43    |
| 2006           | COL            | 29             | 0     | 0     | ----  | 19.29    | 6     | 0     | 0     | 0     | 0        | 0     | 7.0   | 17       | 2        | 8     | 0    | 4        | 1     | 0     | 1     | 15    | 15    | 45       | 3.57    |
| 2006           | CIN            | 29             | 0     | 1     | .000  | 5.40     | 2     | 1     | 0     | 0     | 0        | 0     | 6.2   | 7        | 3        | 0     | 0    | 4        | 0     | 0     | 2     | 4     | 4     | 28       | 1.05    |
| 06합           | CIN            | 29             | 0     | 1     | .000  | 12.51    | 8     | 1     | 0     | 0     | 0        | 0     | 13.2  | 24       | 5        | 8     | 0    | 8        | 1     | 0     | 3     | 19    | 19    | 73       | 2.34    |
| 2008           | 두산           | 31             | 6     | 7     | .462  | 4.25     | 21    | 18    | 0     | 0     | 0        | 0     | 101.2 | 126      | 3        | 23    | 0    | 46       | 1     | 0     | 6     | 62    | 48    | 448      | 1.47    |
| 2009           | 두산           | 32             | 11    | 10    | .524  | 5.11     | 29    | 29    | 0     | 0     | 0        | 0     | 148.0 | 176      | 18       | 48    | 0    | 89       | 6     | 0     | 10    | 93    | 84    | 649      | 1.51    |
| 2010           | 두산           | 33             | 13    | 6     | .684  | 4.02     | 28    | 28    | 1     | 0     | 0        | 0     | 154.2 | 163      | 12       | 50    | 1    | 128      | 8     | 0     | 9     | 77    | 69    | 662      | 1.38    |
| 2011           | 두산           | 34             | 16    | 7     | .696  | 3.13     | 28    | 27    | 2     | 1     | 1        | 0     | 175.2 | 188      | 12       | 35    | 1    | 89       | 6     | 0     | 4     | 68    | 61    | 732      | 1.27    |
| 2012           | 두산           | 35             | 6     | 9     | .400  | 4.52     | 28    | 28    | 1     | 0     | 0        | 0     | 163.1 | 182      | 13       | 41    | 1    | 63       | 8     | 0     | 4     | 91    | 82    | 691      | 1.37    |
| 2013           | 두산           | 36             | 5     | 6     | .455  | 5.52     | 17    | 12    | 0     | 0     | 0        | 0     | 60.1  | 77       | 6        | 18    | 0    | 20       | 7     | 0     | 0     | 41    | 37    | 267      | 1.58    |
| 2014           | LG             | 37             | 0     | 1     | .000  | 14.04    | 6     | 0     | 0     | 0     | 0        | 0     | 8.1   | 14       | 2        | 4     | 0    | 3        | 1     | 0     | 0     | 13    | 13    | 44       | 2.16    |
| MLB 통산 : 6년 | MLB 통산 : 6년 | MLB 통산 : 6년 | 13    | 13    | .500  | 5.31     | 118   | 38    | 1     | 1     | 0        | 5     | 337.0 | 396      | 44       | 127   | 20   | 211      | 27    | 0     | 20    | 211   | 199   | 1520     | 1.55    |
| KBO 통산 : 7년 | KBO 통산 : 7년 | KBO 통산 : 7년 | 57    | 46    | .553  | 4.37     | 157   | 144   | 4     | 1     | 1        | 0     | 812.0 | 926      | 66       | 219   | 3    | 438      | 37    | 0     | 33    | 445   | 394   | 3493     | 1.41    |

- 시즌 기록 중 굵은 글씨는 해당 시즌 최고 기록

## 같이 보기
- 대한민국 출신 메이저 리그 베이스볼 선수 목록